# Trogglodynamite
Trogglodynamite è il  secondo album in studio della band garage rock The Troggs, pubblicato nel 1967.

## Tracce

### Lato A
1. "I Can Only Give You Everything" (Tommy Scott, Phil Coulter) — 3:24
2. "Last Summer" (Reg Presley) — 2:55
3. "Meet Jaсqueline" (Albert Hammond) — 2:14
4. "Oh No" (Pete Staples) — 2:05
5. "It's Too Late" (Ronnie Bond) — 2:08
6. "No. 10 Downing Street" (Larry Page, David Matthews) — 2:15
7. "Mona (I Need You Baby)" (Bo Diddley) — 5:09

### Lato B
1. "I Want You to Come into My Life" (Reg Presley) — 2:25
2. "Let Me Tell You Babe" (Joe Sherman, George David Weiss) — 2:49
3. "Little Queenie" (Chuck Berry) — 2:51
4. "Cousin Jane" (Larry Page, David Matthews) — 2:25
5. "You Can't Beat It" (Reg Presley) — 2:21
6. "Baby Come Closer" (Terry Dwyer, Jack Price) — 2:33
7. "It's Over" (Reg Presley) — 2:11